# Яркостная температура
Яркостная температура — фотометрическая величина, характеризующая интенсивность излучения. Часто используется в радиоастрономии.

## В диапазоне частот
По определению, яркостная температура {\displaystyle T_{b}} в диапазоне частот {\displaystyle \Delta \nu } — это такая температура, которую имело бы абсолютно чёрное тело, обладающее такой же интенсивностью в данном диапазоне частот. Интенсивность излучения абсолютно чёрного тела задается формулой Планка:
{\displaystyle I_{\nu }={\frac {2\pi h\nu ^{3}}{c^{2}}}{\frac {1}{\exp {\frac {h\nu }{kT}}-1}}}, где
{\displaystyle \nu } — частота излучения,
{\displaystyle h} — постоянная Планка,
{\displaystyle c} — скорость света,
{\displaystyle k} — постоянная Больцмана.
Отсюда имеем:
{\displaystyle T_{b}={\frac {h\nu }{k}}\ln ^{-1}\left(1+{\frac {2h\nu ^{3}}{I_{\nu }c^{2}}}\right)}
Для случая низких частот {\displaystyle h\nu \ll kT} формула Планка сводится к формуле Рэлея-Джинса:
{\displaystyle I_{\nu }={\frac {2\nu ^{2}kT}{c^{2}}}}
Тогда яркостная температура выражается:
{\displaystyle T_{b}={\frac {I_{\nu }c^{2}}{2k\nu ^{2}}}}

## В диапазоне длин волн
Интенсивность излучения абсолютно чёрного тела в диапазоне длин волн задается формулой Планка для длин волн:
{\displaystyle I_{\lambda }={\frac {2hc^{2}}{\lambda ^{5}}}{\frac {1}{e^{\frac {hc}{kT\lambda }}-1}}}, где
Отсюда яркостная температура в диапазоне длин волн {\displaystyle \Delta \lambda } выражается формулой:
{\displaystyle T_{b}={\frac {hc}{k\lambda }}\ln ^{-1}\left(1+{\frac {2hc^{2}}{I_{\lambda }\lambda ^{5}}}\right)}
Для длинноволнового излучения {\displaystyle hc/\lambda \ll kT} яркостная температура выражется:
{\displaystyle T_{b}={\frac {I_{\lambda }\lambda ^{4}}{2kc}}}
Для излучения, близкого к монохроматическому, яркостную температуру можно выразить через энергетическую яркость {\displaystyle I} и длину когерентности {\displaystyle L}:
{\displaystyle T_{b}={\frac {\pi I\lambda ^{2}L}{4kc\ln {2}}}}
Нужно отметить, что яркостная температура не является температурой в привычном понимании. Она характеризует излучение, и в зависимости от механизма излучения может значительно отличаться от физической температуры излучающего тела (хотя построить устройство, которое будет нагреваться источником излучения с некоторой яркостной температурой до реальной температуры, равной яркостной, теоретически возможно). У нетепловых источников яркостная температура может быть очень высокой. У пульсаров она достигает {\displaystyle 10^{26}}K, а в гигантских импульсах пульсаров может превышать {\displaystyle 10^{39}} K. Для излучения гелий-неонового лазера мощностью 60 мВт с длиной когерентности 20 см, сфокусированного в пятне диаметром 10 мкм, яркостная температура составит почти 14⋅109 К. Для чисто тепловых источников их яркостная температура совпадает с их физической температурой.